# Duran (la Pobla de Massaluca)
El Duran és una muntanya de 358 metres que del municipi de la Pobla de Massaluca, a la comarca de la Terra Alta. Al cim hi ha un vèrtex geodèsic (referència 246135001 de l'ICC).